# Штайг
Штайг (нем. Staig) — община в Германии, в земле Баден-Вюртемберг. 
Подчиняется административному округу Тюбинген. Входит в состав района Альб-Дунай.  Население составляет 3136 человек (на 31 декабря 2010 года). Занимает площадь 17,74 км².